# Bahnhofstraße 8 (Quedlinburg)

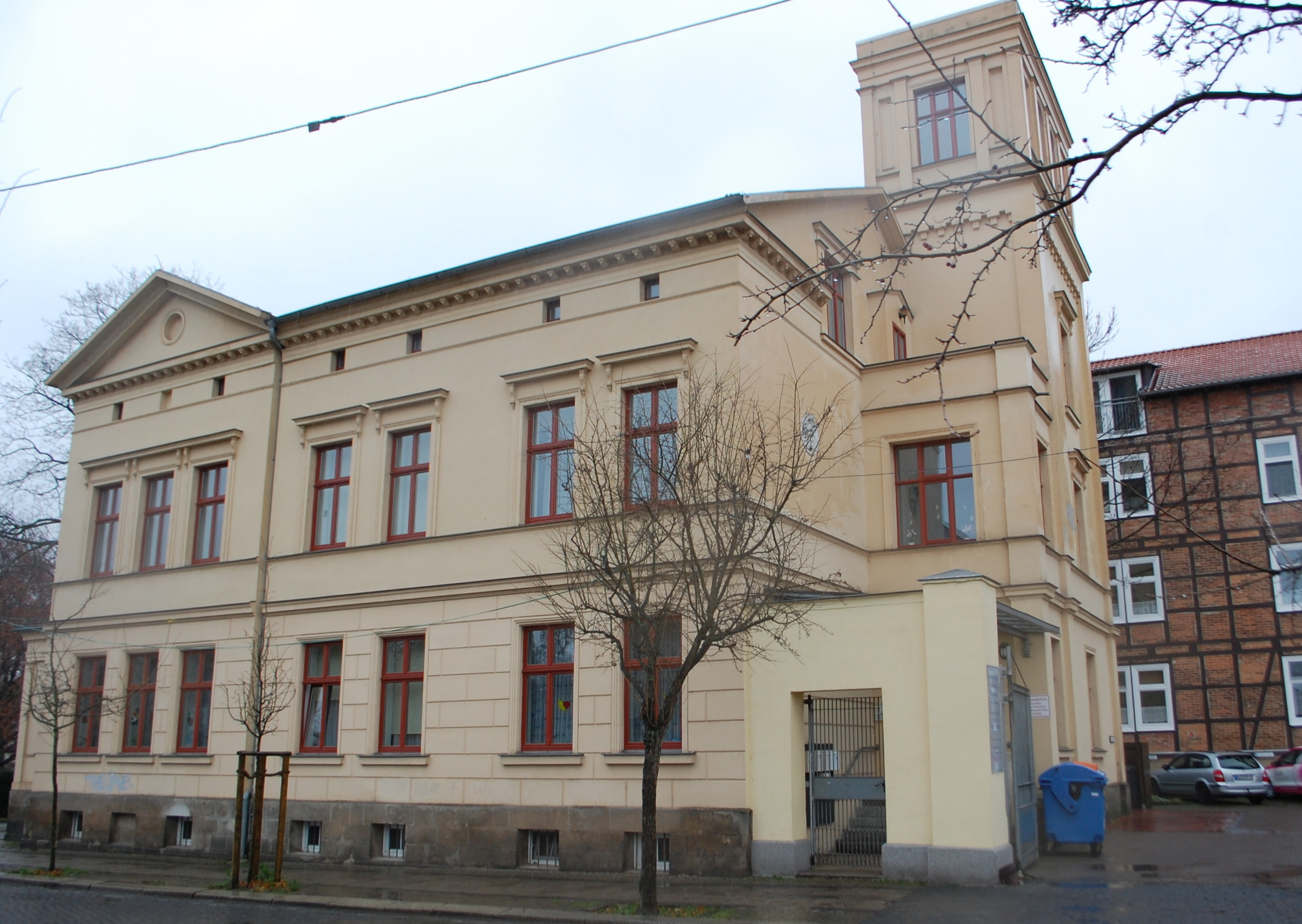
Haus Bahnhofstraße 8

Das Haus Bahnhofstraße 8 ist ein denkmalgeschütztes Gebäude in der Stadt Quedlinburg in Sachsen-Anhalt.

## Lage
Das Gebäude ist im Quedlinburger Denkmalverzeichnis als Villa eingetragen. Es befindet sich südöstlich der historischen Quedlinburger Altstadt am südöstlichen Ende der Bahnhofstraße an der Ecke zur Adelheidstraße.

## Architektur und Geschichte
Die Villa entstand in den Jahren 1874/1875 im Stil des Spätklassizismus. Rückseitig verfügt die verputzte Villa über einen Turm. An der Fassade befindet sich figürlicher Schmuck. Auf dem Hof des Gebäudes steht das dreigeschossige Fachwerkhaus der Lithographie- und Buchdruckerei Gustav Fassauer.
Zum Baudenkmal gehört auch die mit einer Putzgliederung versehene Grundstückseinfriedung.